# Музей естествознания (Берлин)
Музей естествознания (нем. Museum für Naturkunde) — один из крупнейших музеев естествознания в Германии.
Его обширные коллекции насчитывают более 30 млн объектов. Первоначально являлся частью Университета имени Гумбольдта в Берлине, однако с 1 января 2009 года является самостоятельным учреждением. Входит в Объединение им. Лейбница.

## Коллекции

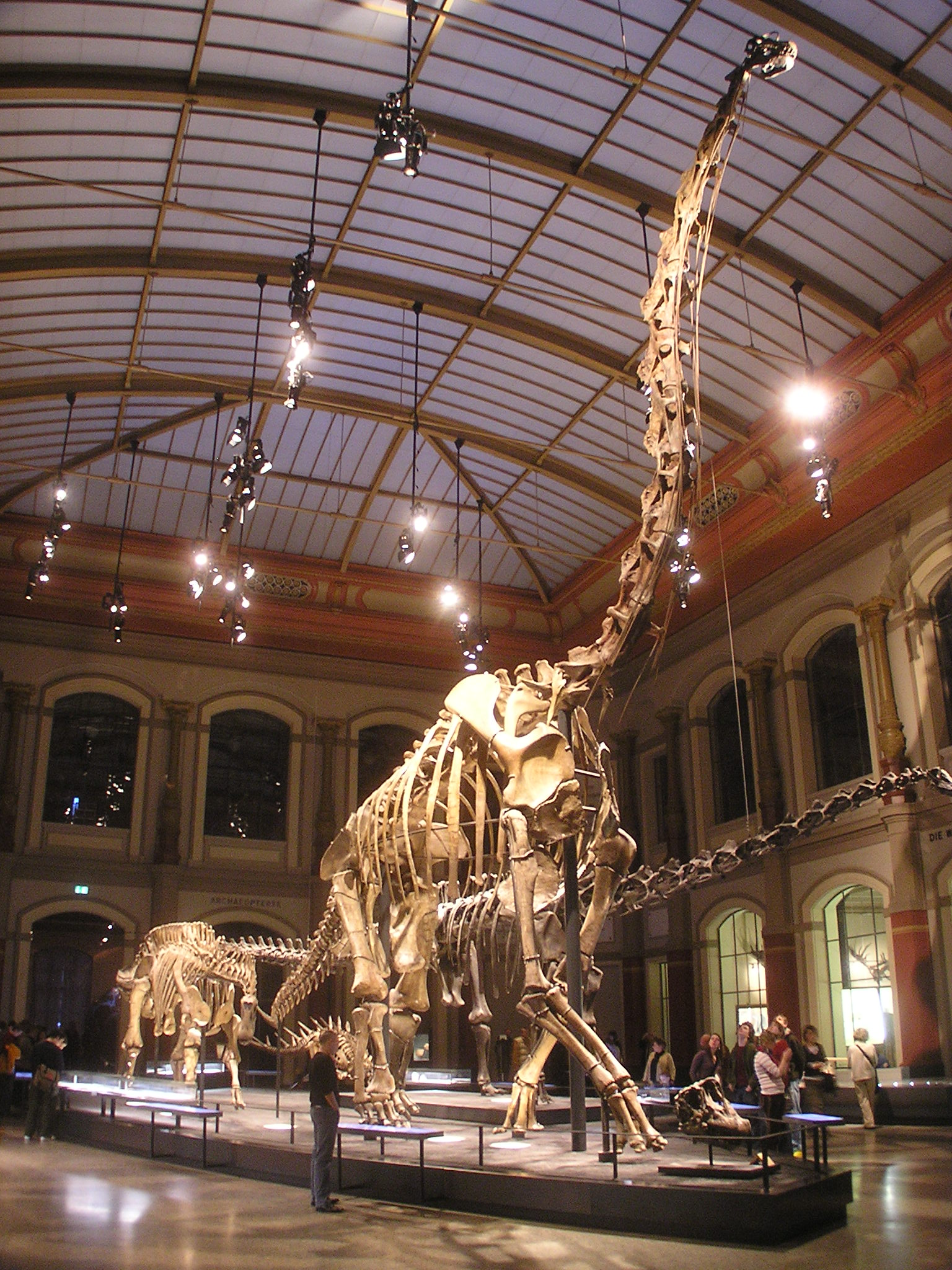
Фотография скелета жираффатитана

Музей известен прежде всего скелетом жираффатитана — самого большого во всём мире восстановленного скелета динозавра.
1. ↑  https://www.museumfuernaturkunde.berlin/de/ueber-uns/das-museum/geschichte-des-museums